# Odyssey of Iska
Odissey of Iska è un album del sassofonista jazz Wayne Shorter, registrato il 26 agosto del 1970.
Tutti i brani sono stati composti da Wayne Shorter tranne dove indicato diversamente.

## Tracce
1. Wind - 08:00
2. Storm – 08:22
3. Calm – 03:25
4. De pois do amor, o vazio (After love emptiness) – 11:40  (R. C. Thomas)
5. Joy' - 09:00

## Formazione
- Wayne Shorter – sassofono tenore
- Dave Friedman vibrafono e marimba
- Gene Bertoncini – chitarra
- Ron Carter – contrabbasso
- Cecil McBee – contrabbasso
- Billy Hart – batteria
- Al Mouzon – batteria
- Frank Cuomo – percussioni

Tecnici
- Leonard Feather – note di copertina
- Ron McMaster – Trasferimento in digitale